# Carmen (Lana Del Rey)
Carmen è una canzone interpretata dalla cantautrice statunitense Lana Del Rey, pubblicata il 26 gennaio 2012 come singolo promozionale per l'album Born to Die esclusivamente in Austria, Germania e Svizzera. Il brano è stato scritto dalla stessa Del Rey insieme a Justin Parker ed è stato prodotto da Emile Haynie.

## Descrizione
Il brano è contenuto nel secondo album di inediti di Lana Del Rey, Born to Die. Inizialmente, il brano era stato scelto come terzo singolo per l'Europa (dopo Video Games e Born to Die) mentre Blue Jeans esclusivamente per l'America. Alla fine, è stato pubblicato esclusivamente quest'ultimo.

## Tracce
Download digitale
1. Carmen – 4:08 – (Elizabeth Grant, Justin Parker)

## Pubblicazione
| Paese    | Data            | Formato           |
| -------- | --------------- | ----------------- |
| Austria  | 26 gennaio 2012 | Download digitale |
| Germania | 26 gennaio 2012 | Download digitale |
| Svizzera | 26 gennaio 2012 | Download digitale |